# Oulad Zmam
Oulad Zmam (franska: Oulad Zmam (CR), Oulad Zmam (Commune Rurale), arabiska: أولاد ناصر) är en kommun i Marocko.   Den ligger i provinsen Fquih Ben Salah och regionen Béni Mellal-Khénifra, 180 km söder om huvudstaden Rabat. Antalet invånare är 31 905.